# Baia Mare
Baia Mare ([ˈbaja ˈmare]ⓘ, significa en rumano: Mina Grande, húngaro: Nagybánya, alemán: Frauenbach o Neustadt) es una ciudad rumana del distrito de Maramureș, en la región de Maramureș. Tiene una población de 148 263 habitantes. Fue parte del Imperio austro-húngaro. En 1920, tras la disolución de dicho imperio y la firma del tratado de Trianón, pasó a formar parte de Rumania. Entre los años 1940 y 1944, debido a la Segunda Guerra Mundial, volvió a formar parte de Hungría. Posteriormente, se produjo su reincorporación a Rumania.
Está hermanada con Hollywood (Florida, Estados Unidos).